# Ordinul „Bene Merenti al Casei Domnitoare”
Ordinul „Bene Merenti al Casei Domnitoare” a fost o distincție a Casei Regale a României instituită de regele Carol al II-lea la 16 decembrie 1935.
Medalia și-a încetat existența la 8 martie 1940, când a fost înlocuită cu Ordinul „Sfântul Gheorghe”.

## Descriere

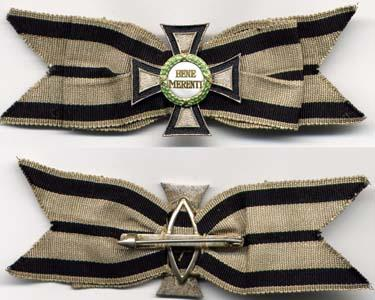
Clasa a II-a,
pentru femei

Ordinul avea patru clase pentru bărbați și trei clase pentru femei. Din 26 noiembrie 1937 oricare dintre clase putea fi acordată și în versiunea cu spade. Ordinul a fost acordat numai Proprio Motu civililor și militarilor, pentru servicii aduse regelui.
Decorațiile au fost confecționate de firma Souval din Austria (marcaj RS), Heinrich Weiss din România (marcaj HW sau BW) și Monetăria Națională din București (fără marcaj). Panglica ordinului era argintie cu trei dungi negre echidistante. Versiunea de război avea margini aurii de 3 mm.

## Decernare
Ordinul era decernat pentru merite în domeniile cultură, știință, industrie și agricultură. Decorațiile puteau fi conferite atât cetățenilor români, cât și străini.
Ordinul a fost desființat și înlocuit cu Ordinul Sfântul Gheorghe prin Înaltul Decret nr. 1 din 8 martie 1940. A fost reînființat de descendenții Casei de Hohenzollern în 1951 și continuă să fie acordat, împărțit în trei clase.

## Galerie

Clase ale Ordinului Bene Merenti pentru bărbați
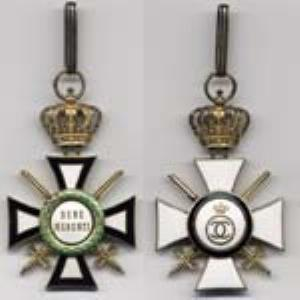
Clasa I, cu spade
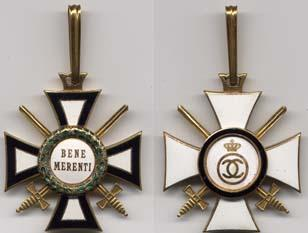
Clasa a II-a, cu spade
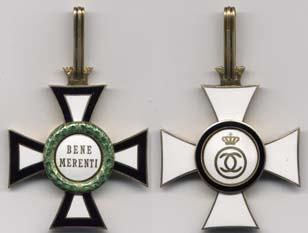
Clasa a III-a
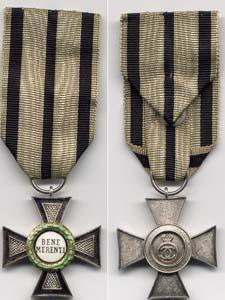
Clasa a IV-a